# Rutger Beke
Pour les articles homonymes, voir Beke.
Rutger Beke né le 8 août 1977 à Hal est un triathlète professionnel belge vainqueur sur triathlon Ironman.

## Biographie
Rutger Beke  commence la compétition dans le triathlon à l'âge de 17 ans. Il participe à plusieurs championnat du monde d'Ironman et termine cinq fois dans le « Top 5 » de la compétition. Il met un terme à sa carrière en 2011 à l'âge de 33 ans après avoir remporté huit titres nationaux sur différentes distances et remporté plusieurs Ironman et Ironman 70.3. 
En 2004, il est  testé positif à l'EPO sur les deux échantillons prélevés.  Il est suspendu de toute compétition pendant 18 mois. En août 2005, la commission de l’Agence mondiale antidopage revient sur sa décision et l'acquitte de toutes accusations. Une décision  basée sur l'information scientifique et médicale présentée par une contre expertise demandée par Rutger Beke. Cette dernière  affirme que ces échantillons sont dégradés à la suite d'une contamination bactérienne et que la substance identifiée par le laboratoire pharmaceutique comme de l'EPO est en fait une protéine apparentée indiscernable de l'EPO, avec ce type de test. Le laboratoire de contre expertise affirmant par conséquent, que le test produit ainsi un faux résultat positif dans son cas. Après avoir été relaxé des sanctions d'interdiction, il remporte en 2005 l'Ironman 70.3 de Monaco signant par un succès international son retour dans le circuit professionnel.
En 2007, il est le 5e belge à remporter un Ironman, avec Luc Van Lierde, Dirk Van Gossum, Marino Vanhoenacker et Gerrit Schellens.

## Palmarès
Le tableau présente les résultats les plus significatifs (podium) obtenus sur le circuit national et international de triathlon depuis 2002,.
| Année | Compétition                                  | Pays       | Position           | Temps           |
| ----- | -------------------------------------------- | ---------- | ------------------ | --------------- |
| 2009  | Ironman Mexique                              | Mexique    | Médaille d'or      | 8 h 18 min 40 s |
| 2008  | Ironman - Championnat du monde à Kailua-Kona | États-Unis | Médaille de bronze | 8 h 21 min 23 s |
| 2007  | Ironman Arizona                              | États-Unis | Médaille d'or      | 8 h 21 min 14 s |
| 2007  | Ironman 70.3 Monaco                          | Monaco     | Médaille d'or      | 4 h 31 min 46 s |
| 2006  | Ironman USA                                  | États-Unis | Médaille de bronze | 8 h 46 min 44 s |
| 2006  | Ironman 70.3 Angers                          | Belgique   | Médaille d'argent  | Timing          |
| 2004  | Ironman 70.3 Californie                      | États-Unis | Médaille de bronze | 4 h 7 min 22 s  |
| 2003  | Ironman - Championnat du monde à Kailua-Kona | États-Unis | Médaille d'argent  | 8 h 28 min 27 s |
| 2003  | Championnat du monde longue distance         | Espagne    | Médaille d'argent  | 5 h 38 min 27 s |
| 2003  | Ironman 70.3 Californie                      | États-Unis | Médaille d'argent  | 4 h 0 min 5 s   |
| 2002  | Championnat du monde longue distance         | France     | Médaille de bronze | 6 h 22 min 52 s |
| 2002  | Ironman Floride                              | États-Unis | Médaille d'argent  | 8 h 35 min 6 s  |